# Stammernenteria pilosella
Stammernenteria pilosella es una especie de arácnido del orden Mesostigmata de la familia Nenteriidae.

## Distribución geográfica
Se encuentra en Italia.